# Pedro Palhaço
Pedro Costa de Oliveira, também apelidado como Pedro Palhaço (Jaguarão, janeiro de 1880 - Porto Alegre, 19 de março de 1967), foi um assassino em série brasileiro responsável pela morte de três mulheres no Estado do Rio Grande do Sul, entre 1922 e 1952.
Foi considerado um dos detentos com maior pena acumulada no Estado, superior a 100 anos. 
Seu modus operandi consistiria em convidar amigavelmente as vítimas, com quem já havia ganhado a confiança anteriormente, para locais ermos ou a sua casa. Ao revelar seus fetiches sexuais, as vítimas recusavam prosseguir. Contrariado, Pedro entrava em luta corporal com as mulheres e, em seguida as asfixiava, praticando necrofilia em alguns dos casos.

## Biografia

### Década de 1920: primeiro crime
Filho de mãe paraguaia e pai brasileiro, Pedro Costa de Oliveira nasceu em Camaquã, Rio Grande do Sul. 
Pedro de Oliveira abandonou a casa dos pais quando criança para acompanhar um circo, onde exerceu a função de palhaço e o que lhe rendeu este apelido. Anos mais tarde, optou por integrar a Viação Férrea do Rio Grande do Sul como ajudante de foguista, instalando-se na cidade de Montenegro.
Seu primeiro crime foi cometido em 28 de agosto de 1922. Nessa data, foi com um amigo a um bar local, juntando-se os dois a duas mulheres, Aracy Ferrão (16 anos) e Maria da Glória. Ao saírem, Pedro desviou o caminho de regresso à cidade com Aracy, embrenhando-se em uma pequena mata próxima à Estação Ferroviária de Montenegro. No dia seguinte, o corpo da moça foi encontrado com sinais de estrangulamento, mutilação e pedaços de madeira introduzidos em seus genitais.
A suspeita sobre Pedro recaiu pelo fato da vítima tê-lo arranhado a ponto de causar feridas no criminoso, e o mesmo aparecer com a roupa com marcas de sangue, que foram lavadas. Pedro Palhaço foi interrogado e em 30 de agosto de 1922 foi decretada sua prisão preventiva. 
O julgamento ocorreu em 19 de janeiro de 1923, condenando Pedro de Oliveira a 25 anos e 6 meses de prisão, a serem cumpridos na Casa de Correção de Porto Alegre. 

### Década de 1930: segundo crime
Pedro de Oliveira permaneceu na Casa de Correção até 13 de abril de 1934, quando foi destinado a realizar serviços de interesse público fora da prisão, como obras em construção de rodovias. Nessas condições, ganhou uma pequena casa na Chácara das Bananeiras onde se situava o então Grupo de Metralhadoras.
Contudo, em 18 de outubro de 1939 comete um novo crime, dessa vez contra Rosalina Augusta Santana. A mulher, que tinha em torno de 50 anos, conhecia o homem de vista. Nesse dia, travaram diálogo e resolveram manter relações sexuais em um terreno baldio, na rua Veiga, então uma estrada rural do bairro Partenon, na cidade de Porto Alegre. No local, Pedro revelou seus desejos sexuais, que foram recusados pela vítima, causando desentendimento. Pedro atacou a mulher, que em luta corporal, arranhou vigorosamente o criminoso antes de ser estrangulada.
Resquícios de pele foram encontrados nas unhas da vítima, e os arranhões eram visíveis no rosto de Pedro, que logo foi preso e confessou o crime. Exames periciais demonstraram que o autor praticou necrofilia. 
Pedro Oliveira foi reencaminhado à Casa de Correção de Porto Alegre. Em 12 de dezembro de 1940, foi condenado a mais 21 anos de prisão.

### Década de 1940: laudo psiquiátrico e libertação
Em 1946, o Gabinete Antropológico da Casa de Correção encaminhou Pedro Palhaço para fazer um laudo psiquiátrico no Manicômio Judiciário "Mauricio Cardoso". Após quatro meses de observações e exames do criminoso, concluiu-se que Pedro era um "pervertido instintivo, sádico, necrófilo" e que por sua alta periculosidade, não deveria voltar ao convívio social. O Gabinete Antropológico deu parecer semelhante.
Entretanto, em 1948 Pedro Palhaço pediu liberdade condicional baseada na pena máxima de 30 anos que um detento poderia cumprir. O processo passou por diversas instâncias, recebendo negativas. Ao apelar ao Superior Tribunal Federal, o juiz Dionísio Lima da Silva entendeu que sua libertação era legal, sem considerar sua alta periculosidade. Em 07 de junho de 1950, Pedro foi solto.

### Década de 1950: terceiro crime
Em 13 de abril de 1952, menos de dois anos após sua soltura, Pedro Palhaço cometeu seu terceiro e último crime. O criminoso contava então com 56 anos e vivia no atual bairro de Jardim Floresta, na cidade de Porto Alegre. 
A vítima, Universina Alves, 43 anos, vendedora de pentes e objetos na Praça Quinze de Novembro, foi a um encontro marcado com Pedro Palhaço à noite, domingo de Páscoa. Após beberem em alguns bares, foi convidada por ele para visitar sua casa. Os dois iniciaram uma discussão quando Pedro manifestou seus fetiches sexuais e a vítima não aceitou. Universina foi estrangulada, e Pedro Palhaço praticou novamente necrofilia. Em seguida, jogou seu corpo despido em um poço da propriedade.
Quase uma quinzena depois, em 26 de abril de 1952, o corpo foi encontrado pela filha pequena do encarregado da propriedade, que tinha ido ao terreno verificar as plantações existentes no quintal. À principio, pensou-se ser o corpo do próprio Pedro que estava desaparecido há alguns dias. Mas após a remoção, verificou-se que era uma mulher. A polícia invadiu a casa vazia de Pedro Palhaço, onde encontrou uma mancha de sangue sobre o assoalho, além de roupas e lençóis sujos de sangue. Rapidamente, o homem foi apontado como suspeito, sendo preso horas mais tarde. 
Inicialmente, a vítima foi nomeada na imprensa como Sueli, porém sua real identidade foi descoberta apenas em 30 de abril de 1952. O histórico de Universina também contava com crimes. Filha de mãe uruguaia e pai brasileiro, possuía uma irmã gêmea. Aos 13 anos fugiu de casa com um homem. Aos 24 anos, mais precisamente no ano de 1928, matou seu segundo amante, Pedro Alves, a machadadas, vindo a cumprir 4 anos de prisão na Casa de Correção. Obteve liberdade condicional em 1932, vivendo em algumas cidades do Rio Grande do Sul. Consta que possuía problemas com alcoolismo, o que a fez conhecida localmente por "Castelhana Bêbada".
O julgamento desse crime rendeu a Pedro de Oliveira mais 84 anos de prisão, acumulando uma pena de 130 anos.

### Últimos dias
Em 1957, Pedro de Oliveira teve a perna amputada na Casa de Correção devido a uma infecção. Faleceu aos 87 anos de caquexia, em 1967, ainda cumprindo pena na Penitenciária Estadual.

## Vítimas confirmadas
- Aracy Ferrão: 16 anos, morta em 28 de agosto de 1922;
- Rosalina Augusta Santana: 50 anos, morta em 18 de outubro de 1939;
- Universina Alves: 43 anos, morta em 13 de abril de 1952.